# Пак Чхоль Джин
Пак Чхоль Джин (кор. 박철진?, 朴哲進?; 5 сентября 1985, Пхеньян, КНДР) — северокорейский футболист, защитник клуба «Амноккан». Выступал в сборной КНДР.

## Карьера

### Клубная
С 2003 года выступает в Северокорейской лиге за пхеньянский клуб «Амноккан», который становился чемпионом страны в 2006 году, а также вице-чемпионом в 2007 и 2009 годах.

### В сборной

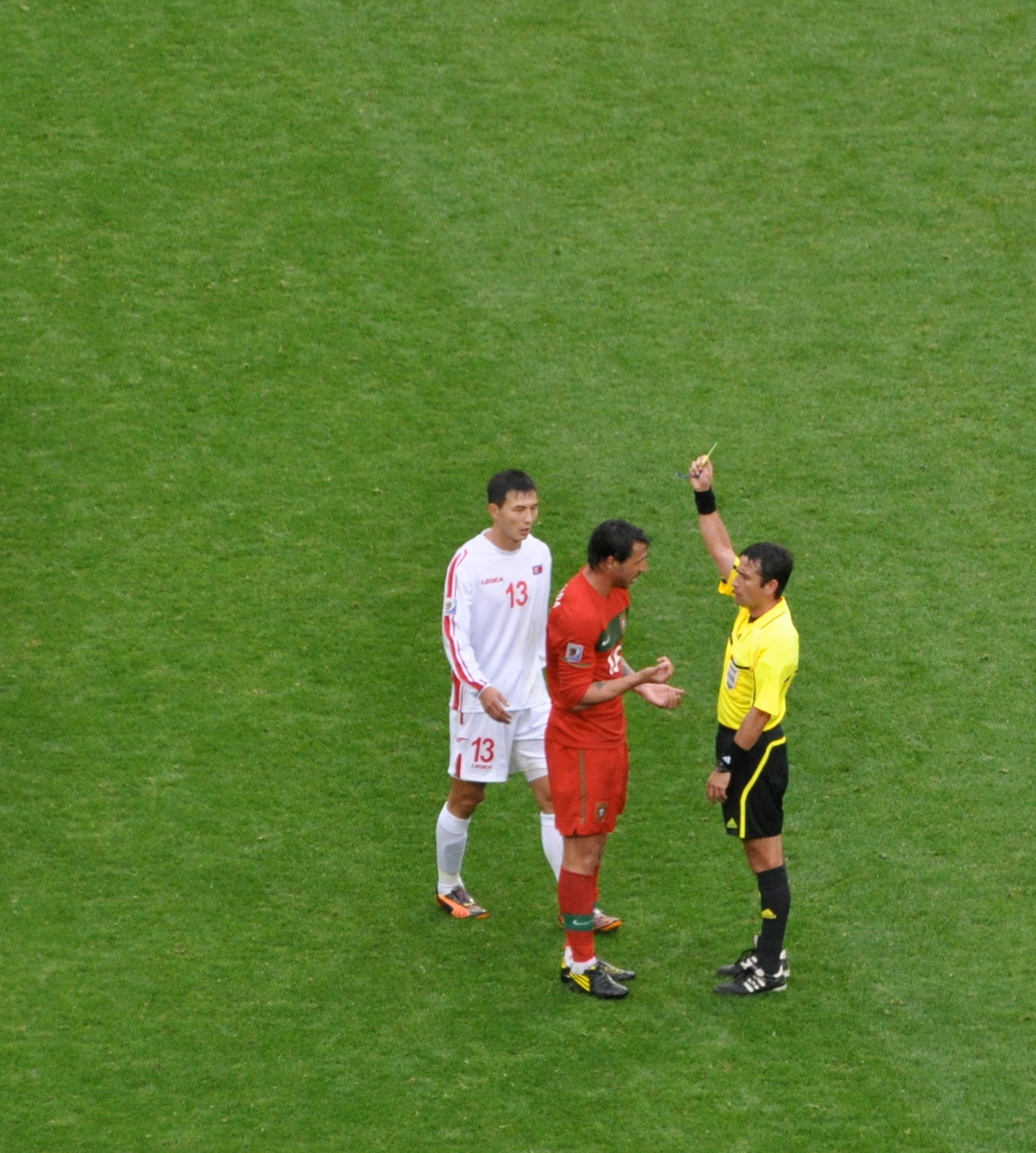
Пак Чхоль Джин (слева, № 13, получает жёлтую карточку в матче с Португалией на чемпионате мира 2010 года.

Выступал за сборную КНДР до 23 лет, в её составе участвовал в отборочном турнире к Олимпийским играм 2008 года.
В составе главной национальной сборной КНДР дебютировал в 2003 году, сыграл в её составе 4 матча в отборочном турнире к чемпионату мира 2006 года и 12 встреч в отборочном турнире к чемпионату мира 2010 года.
В 2010 году Пак был включён в заявку команды на финальный турнир чемпионата мира в ЮАР, где сыграл во всех 3-х матчах сборной.

## Достижения
- Чемпион КНДР (1): 2006
- Вице-чемпион КНДР (2): 2007, 2009